# 锡索讷
锡索讷（法語：Sissonne，法語發音：[sisɔn]）是法国上法蘭西大區埃纳省的一个市镇，属于拉昂区。

## 地理
锡索讷（49°34'15"N, 3°53'34"E）面积53.53 平方千米，位于法国上法蘭西大區埃纳省，该省份为法国北部内陆省份，北起北部省，西接索姆省和瓦兹省，东临阿登省和马恩省，西南至塞纳-马恩省，东北部与比利时接壤。
与锡索讷接壤的市镇（或旧市镇、城区）包括：阿米方丹、希夫尔昂洛努瓦、拉皮永、拉马尔迈松、马尔谢、蒙泰居、尼济勒孔特、圣埃尔姆乌特尔和拉姆库尔、圣普勒沃、拉塞尔沃。

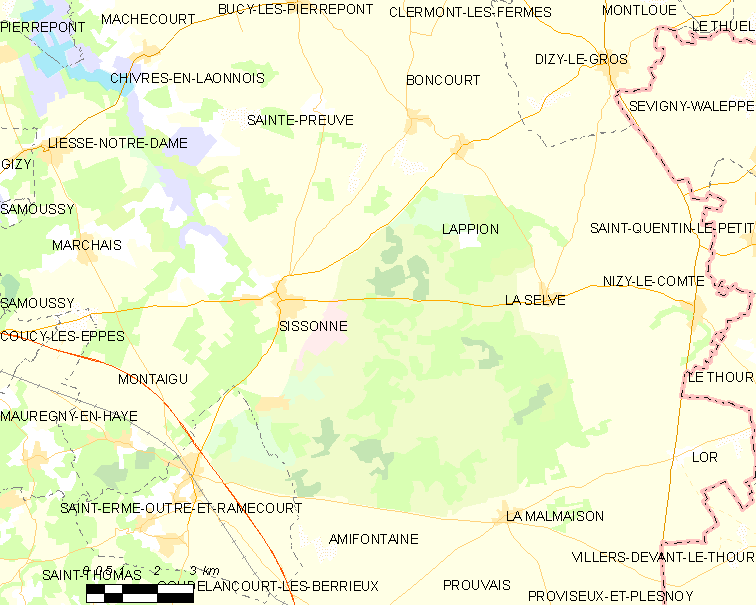
锡索讷的OSM定位图

锡索讷的时区为UTC+01:00、UTC+02:00（夏令时）。

## 行政
锡索讷的邮政编码为02150，INSEE市镇编码为02720。

## 政治
锡索讷所属的省级选区为埃纳河畔新城县。

## 人口

1962-2008年间锡索讷人口变化图示

锡索讷于2022年1月1日时的人口数量为2061人。